# Willibald Beyschlag
Johann Heinrich Christoph Willibald Beyschlag (Majna-Frankfurt, 1823. szeptember 7. – Halle an der Saale, 1900. november 25.) evangélikus teológus.

## Életútja
1840-től 1844-ig Bonnban és Berlinben teológiát tanult. 1862-ben a teológia rendes tanára lett Halléban. Míg 1864-ben részt vett a Daniel Schenkel ellen indított mozgalomban, saját igazhitűségét gyanúba fogták egy előadás miatt, melyet a következő kérdésről tartott Altenburgban: Minő hasznot húz az evangélikus egyház Jézus életének legujabb tárgyalásaiból? Az 1875–1879-es porosz zsinaton az úgynevezett középpárt lelkes vezére volt, 1876-tól a Deutsch-evangelische Blätter című egyházpolitikai folyóiratot adta ki.

## Főbb művei
- Die Christologie des Neuen Testaments (Berlin, 1866)
- Die christliche Gemeindeverfassung im Zeitalter des Neuen Testaments (Haarlem, 1874)
- Neutestamentliche Theologie (1891)